# Tour de l'Ain 2012
Il Tour de l'Ain 2012, ventiquattresima edizione della corsa, si svolse dal 7 all'11 agosto 2012 su un percorso di 696 km ripartiti in 5 tappe (la seconda suddivisa in due semitappe), con partenza da Montmerle-sur-Saône e arrivo a Lélex. Fu vinto dallo statunitense Andrew Talansky della Garmin-Sharp davanti agli spagnoli Sergio Pardilla e Daniel Navarro Garcia.

## Tappe
| Tappa  | Data      | Percorso                                      | km    | Vincitore di tappa     | Leader cl. generale   |
| ------ | --------- | --------------------------------------------- | ----- | ---------------------- | --------------------- |
| 1ª     | 7 agosto  | Montmerle-sur-Saône > Trévoux                 | 157,4 | Yauheni Hutarovich     | Yauheni Hutarovich    |
| 2ª-1ª  | 8 agosto  | Lagnieu > Ambérieu-en-Bugey                   | 83,5  | Yauheni Hutarovich     | Yauheni Hutarovich    |
| 2ª-2ª  | 8 agosto  | Saint-Vulbas > Saint-Vulbas (cron. a squadre) | 11,1  | Omega Pharma-Quickstep | André Schulze         |
| 3ª     | 9 agosto  | Belley > Montréal-la-Cluse                    | 154,5 | Daniel Navarro Garcia  | Daniel Navarro Garcia |
| 4ª     | 10 agosto | Nantua > Septmoncel                           | 156,7 | Andrew Talansky        | Andrew Talansky       |
| 5ª     | 11 agosto | Saint-Claude > Lélex                          | 132,4 | Thibaut Pinot          | Andrew Talansky       |
| Totale | Totale    | Totale                                        | 696   |                        |                       |

## Dettagli delle tappe

### 1ª tappa
- 7 agosto: Montmerle-sur-Saône > Trévoux – 157,4 km

| Pos. | Corridore             | Squadra      | Tempo    |
| ---- | --------------------- | ------------ | -------- |
| 1    | Yauheni Hutarovich    | FDJ          | 3h37'23" |
| 2    | Lucas Sebastian Haedo | Saxo Bank    | s.t.     |
| 3    | Gerald Ciolek         | Omega Pharma | s.t.     |

| Pos. | Corridore             | Squadra      | Tempo    |
| ---- | --------------------- | ------------ | -------- |
| 1    | Yauheni Hutarovich    | FDJ          | 3h37'13" |
| 2    | Lucas Sebastian Haedo | Saxo Bank    | a 4"     |
| 3    | Gerald Ciolek         | Omega Pharma | a 6"     |

### 2ª tappa - 1ª semitappa
- 8 agosto: Lagnieu > Ambérieu-en-Bugey – 83,5 km

| Pos. | Corridore          | Squadra  | Tempo    |
| ---- | ------------------ | -------- | -------- |
| 1    | Yauheni Hutarovich | FDJ      | 1h51'31" |
| 2    | André Schulze      | NetApp   | s.t.     |
| 3    | Sébastien Chavanel | Europcar | s.t.     |

| Pos. | Corridore             | Squadra   | Tempo    |
| ---- | --------------------- | --------- | -------- |
| 1    | Yauheni Hutarovich    | FDJ       | 5h28'38" |
| 2    | Lucas Sebastian Haedo | Saxo Bank | a 10"    |
| 3    | André Schulze         | NetApp    | a 12"    |

### 2ª tappa - 2ª semitappa
- 8 agosto: Saint-Vulbas > Saint-Vulbas (cron. a squadre) – 11,1 km

| Pos. | Squadra                     | Tempo  |
| ---- | --------------------------- | ------ |
| 1    | Omega Pharma-Quickstep      | 12'02" |
| 2    | Team NetApp                 | a 4"   |
| 3    | Team Saxo Bank-Tinkoff Bank | a 12"  |

| Pos. | Corridore     | Squadra      | Tempo    |
| ---- | ------------- | ------------ | -------- |
| 1    | André Schulze | NetApp       | 5h40'56" |
| 2    | Dario Cataldo | Omega Pharma | s.t.     |
| 3    | Serge Pauwels | Omega Pharma | s.t.     |

### 3ª tappa
- 9 agosto: Belley > Montréal-la-Cluse – 154,5 km

| Pos. | Corridore             | Squadra                 | Tempo    |
| ---- | --------------------- | ----------------------- | -------- |
| 1    | Daniel Navarro Garcia | Saxo Bank               | 3h47'06" |
| 2    | Alexey Lutsenko       | Continental Team Astana | a 15"    |
| 3    | Andrew Talansky       | Garmin-Sharp            | s.t.     |

| Pos. | Corridore             | Squadra      | Tempo    |
| ---- | --------------------- | ------------ | -------- |
| 1    | Daniel Navarro Garcia | Saxo Bank    | 9h28'04" |
| 2    | Dario Cataldo         | Omega Pharma | a 13"    |
| 3    | Serge Pauwels         | Omega Pharma | s.t.     |

### 4ª tappa
- 10 agosto: Nantua > Septmoncel – 156,7 km

| Pos. | Corridore       | Squadra      | Tempo    |
| ---- | --------------- | ------------ | -------- |
| 1    | Andrew Talansky | Garmin-Sharp | 3h47'46" |
| 2    | Rafal Majka     | Saxo Bank    | s.t.     |
| 3    | Sergio Pardilla | Movistar     | s.t.     |

| Pos. | Corridore             | Squadra      | Tempo     |
| ---- | --------------------- | ------------ | --------- |
| 1    | Andrew Talansky       | Garmin-Sharp | 13h16'03" |
| 2    | Sergio Pardilla       | Movistar     | a 12"     |
| 3    | Daniel Navarro Garcia | Saxo Bank    | a 38"     |

### 5ª tappa
- 11 agosto: Saint-Claude > Lélex – 132,4 km

| Pos. | Corridore      | Squadra  | Tempo    |
| ---- | -------------- | -------- | -------- |
| 1    | Thibaut Pinot  | FDJ      | 3h34'36" |
| 2    | Romain Bardet  | AG2R     | a 43"    |
| 3    | Pierre Rolland | Europcar | a 1'50"  |

| Pos. | Corridore             | Squadra      | Tempo     |
| ---- | --------------------- | ------------ | --------- |
| 1    | Andrew Talansky       | Garmin-Sharp | 16h52'29" |
| 2    | Sergio Pardilla       | Movistar     | a 12"     |
| 3    | Daniel Navarro Garcia | Saxo Bank    | a 38"     |

## Classifiche finali

### Classifica generale
| Pos. | Corridore                    | Squadra                     | Tempo     |
| ---- | ---------------------------- | --------------------------- | --------- |
| 1    | Andrew Talansky              | Garmin-Sharp                | 16h52'29" |
| 2    | Sergio Pardilla              | Movistar Team               | a 12"     |
| 3    | Daniel Navarro Garcia        | Team Saxo Bank-Tinkoff Bank | a 38"     |
| 4    | Daan Olivier                 | Rabobank                    | a 1'08"   |
| 5    | Jérôme Coppel                | Saur-Sojasun                | a 1'22"   |
| 6    | Mads Christensen             | Team Saxo Bank-Tinkoff Bank | a 4'10"   |
| 7    | Guillaume Bonnafond          | Ag2r-La Mondiale            | a 4'28"   |
| 8    | Yoann Bagot                  | Cofidis                     | a 4'38"   |
| 9    | Serge Pauwels                | Omega Pharma-Quickstep      | a 4'44"   |
| 10   | Juan Ernesto Chamorro Chitan |                             | a 5'01"   |